# Негорци
Негорци (мкд. Негорци) су насеље у Северној Македонији, у југоисточном делу државе. Негорци су насеље у оквиру општине Ђевђелија.

## Географија
Негорци су смештени у југоисточном делу Северне Македоније. Од најближег града, Ђевђелије, село је удаљено 5 km северно.
Село Негорци се налази у историјској области Бојмија. Село је на десној обали Вардара, у источном подножју планине Кожуф, на приближно 80 метара надморске висине. Источно од насеља је равница, а западно се издижу брда.
Месна клима је измењена континентална са значајним утицајем Егејског мора (жарка лета).

## Становништво
Негорци су према последњем попису из 2002. године имали 2.047 становника.
Већинско становништво у насељу су етнички Македонци (99%), а остало су махом Срби (1%).
Претежна вероисповест месног становништва је православље.